# A-375
A-375 (亦稱ATCC CRL-1619) 是人類惡性黑色素瘤細胞系，最初分離自一名54歲的女性惡性黑色素瘤患者，並且有研究指出A-375細胞對Sutherlandia frutescens敏感。該細胞系在經抗胸腺細胞球蛋白及血清處理的NIH瑞士小鼠中產生生長速度迅速的、類似黑色素瘤的皮下腫瘤。 同時應用於溶瘤肽LTX-315的溶瘤活性研究。它是具有62個染色體的二倍體細胞，每個細胞普遍存在着9個標記染色體，而且每個細胞以一個拷貝存在着正常的N2、N6和N22。有研究指出抑制多種細胞增殖的新狼毒素A以時間及劑量依賴性的方式顯著抑制A375細胞的生長和增殖，細胞體積變小且變得皺縮，核質濃縮且形成凋亡小體。

## 外部連結
- Cellosaurus entry for A-375（页面存档备份，存于）